# إبراهيم نصار
إبراهيم محمد نصّار قائد فلسطيني، ولدَ في بلدة عنبتا قضاء طولكرم عام 1895م، خدم في الجيش العثماني ضابطاً، ثم التحق بالثورة العربية الكبرى عام 1916م، عمل معلماً في مدارس شمال فلسطين مدة تسع سنوات إلى أن تمت إقالته من قبل حكومة الانتداب البريطاني، كتب الشعر والمقالات السياسية في الصحف الوطنية الصادرة في فلسطين قبل النكبة، التحق بالحركة الوطنية الفلسطينية والجمعيات النقابية وانضم إلى مؤتمر الشباب العربي الفلسطيني عام 1931م وعمل على إلقاء الخطب الوطنية في المؤتمرات والمهرجانات القومية، في بداية الاضراب العام في نيسان 1936م عين ممثلاً للجنة القومية المشرفة على تأمين الإضراب في عنبتا، وعند انطلاق الثورة المسلحة عمل على تنظيم وتسليح خلايا الثوار في منطقة وادي الشعير، استمر عمله ونشاطه النقابي والسياسي بعد عام 1943م من خلال الجمعيات النقابية والحركات القومية كعصبة التحرر الوطني، إلى أن وقعت نكبة عام 1948م فالتحق على اثرها بحركة القوميين العرب.

## حياته

### ولادته ومسيرته التعليمية
إبراهيم محمد نصار عبد الرحمن عبد الرحيم إسماعيل ولد في بلدة عنبتا قضاء طولكرم عام 1895م، تلقى تعليمه الأساسي في مدرسة عنبتا الابتدائية ثم في مدرسة الفرير بيافا، والثانوي في الكلية الإسلامية في بيروت، أرسله والده الشيخ محمد والذي كان قاضياً في محكمة بداية قضاء بني صعب طولكرم   للدراسة في الأزهر الشريف في القاهرة، فمكث فيه سنتين لينقطع بعدها عن متابعة الدراسة مع بداية الحرب العالمية الأولى سنة 1914م، حيث استدعي لأداء الخدمة العسكرية في أعمال منطقة الأناضول وقد تأهل خلال هذه الفترة من خدمته لرتبة ضابط.
وفي منتصف عام 1916م ترك موقعه في الجيش العثماني ليقاتل تحت راية الثورة العربية على جبهة الحجاز ثم بعد ذلك على جبهة شرقي الأردن.
وقد تحدث في رسالة بعث بها إلى دائرة المعارف متضمنة تعليمه والتحاقه بالثورة العربية الكبرى يقول: «فصادف أن اضرمت نار الحرب الكبرى وشبت فساقني القدر للجيش فخدمت سنتين تقريباً، ثم التحقت في الثورة الحجازية من جهات تبوك، فدخلت الجيش الشمالي الهاشمي في معية سمو الامير فيصل، ونسَّب حضرة نسيب بيك البكري أن أكون كاتباً في ديوان الأمير فيصل، فمكثت بضعة أشهر ثم التحقت بالقطعات المحاربة وخدمت ثلاثة أعوام كضابط، وملازم أول، ووكيل، ووكيل يوزباشي إلى أن صار انقلاب سوريا وخروج الحكومة منها ودخول فرنسا.».

### عمله
عمل إبراهيم نصار معلماً بدرجة مدير لمدرسة حطين قضاء طبريا مدة خمس سنوات، ثم مدرسة الخالصة قضاء صفد مدة سنتين، ثم مدرسة عين ماهل قضاء الناصرة مدة سنتين، في الفترة الواقعة بين (1922 - 1931)م، حيث انهت إدارة المعارف التابعة لحكومة الانتداب البريطاني خدمته على أثر نشاطه السياسي والثقافي ومشاركته بالكتابة في الصحف العربية المحلية، ومحاولاته الاعتراض على منهج التعليم القائم.
كتب الشعر والمقالات السياسية في الصحف الوطنية الصادرة في فلسطين قبل النكبة؛ كصحيفتي الكرمل والطبل الصادرتين في حيفا،  وصحيفة الزمر الصادرة في عكا، إضافة إلى صحف الدفاع وفلسطين والجامعة الإسلامية التي كانت تصدر في يافا، وكذلك صحيفة الجامعة العربية الصادرة في القدس.

### مسيرته السياسية

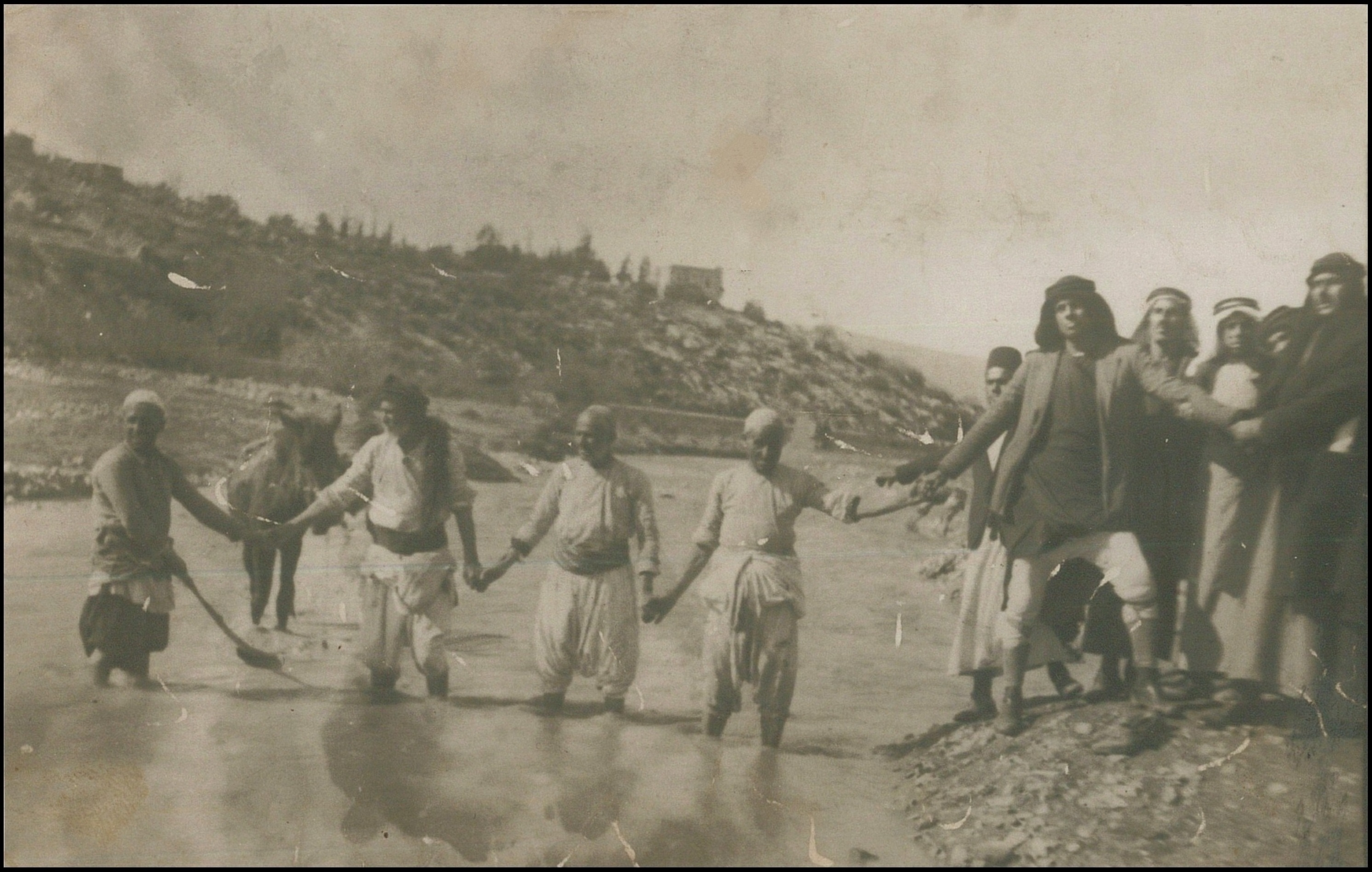
إبراهيم نصار، أقصى يمين الصورة، التقطت الصورة في شباط 1935 أثناء فيضان ضرب القرية

انضم إلى مؤتمر الشباب العربي الأول عند تأسيسه في كانون أول 1931م، وكان سكرتيراً للجنة المعارف والتعليم القومي التي ترأسها السيد نمر المصري، إضافة إلى مشاركته في الملفات الأخرى، وعضواً في صندوق الأمة العام المنبثق عن المؤتمر؛ والتي كانت مهمته إنقاذ الأراضي العربية في فلسطين ومنع وقوعها بيد اليهود، وتوعية الفلاح الفلسطيني بالحفاظ على أرضه والتمسك بها، ثم عمل مسؤولاً لمكتب اللجنة التنفيذية في المؤتمر الثاني في يافا عام 1935م، والذي أخذ على عاتقه مجابهة الحركة الصهيونية والانتداب البريطاني، ونشر الدعاية للقضية الفلسطينية، إضافة إلى انتسابه لجمعية الشبان العرب التي تأسست عام 1932م وهي أحد روافد مؤتمر الشباب وهدفها توعية الشباب العربي.
قام بتأسيس جمعية العمال العرب في عنبتا في آب لعام 1934م، غايتها الإشراف على تنظيم حركة العمال في البلدة والمحافظة على حقوقهم، والسعي لايجاد عمل للعاطلين منهم، وانتخب رئيساً لها، وقد بلغ عدد أعضاء الجمعية عند التأسيس 150 عضو. ثم انتخب سكرتيراً لجمعية العمال العرب في يافا وناطقاً باسمها، وقد تأسست الجمعية في ايلول عام 1934م، برئاسة النقابي ميشيل متري، واستمر عمله فيها حتى منتصف آب من عام 1935م.

ومن خلال عضويته بمؤتمر الشباب العربي قام بالقاء الخطب الدالة على الخطر المحدق بقضية فلسطين والتعبئة الجماهيرية، وذلك من خلال الفعاليات الرسمية والشعبية، ففي قريته عنبتا التي زارها الأمير عبد الله بن الحسين في 28 ايار 1934م، وفي حفل استقبال نظم له ألقى إبراهيم نصار خطبة وطنية للتعريف بالمخاطر التي تتعرض لها فلسطين. وعند زيارة الأمير سعود بن عبد العزيز إلى قضاء طولكرم في 15 آب 1935م، القى كذلك خطبة وطنية للتعريف بما أصبح عليه حال فلسطين وأبنائها من خطر يهدد وجودهم.
في بداية الإضراب العام في نيسان 1936م، عين ممثلاً للجنة القومية في عنبتا، والتي عملت على تنظيم الاضراب وتأمينه في البلدة، إلى جانب قيامها برفع عرائض الاحتجاج على سياسة حكومة الانتداب البريطانية تجاه أهالي القرى العربية.

### ثورة فلسطين 1936
وعند بدء الثورة الفلسطينية الكبرى في ايار من العام نفسه، قام إبراهيم نصار بتنظيم شباب وادي الشعير وصار يرابط بهم، وقد اتصل باللجنة القومية في نابلس وسليمان بك طوقان فكانت ترده الإمدادات والأخبار، وقد اتصل به السيدان عبد الحميد المرداوي وعبد الرحيم الحاج محمد فقاموا بالمرابطة في المواقع الاتية: "عقد السبوبة"، "لية بلعا"، المنطار، رأس العين، وادي عزون، كفر صور، ثم قاموا بأعمال ومعارك مشتركة ضد القوات البريطانية، منها معارك: نور شمس، عنبتا، بلعا المتعددة.
وقد تحدث الشيخ محمد حجاز في كتابه المخطوط عن سير الثورة في عنبتا: «وادي الشعير هو الوادي الذي تقع عنبتا في منتصفه، لقد أدار هذا الوادي في الثورة السيد إبراهيم نصار قبل أن يأتي إليه السيد فوزي بك القاوقجي، فكان ينظم المجاهدين ويؤيهم ويتلقى السلاح ومؤنه من الجمعيات ويوزعه على الشباب الذين يثق بصدق حملتهم، ويوزعهم على الروابي...»
ومما ذكرته جريدة الجامعة الإسلامية في 21 أيار: "لا تزال المظاهرات الرائعة مستمرة في عنبتا، وجميع الشبيبة في عنبتا تقوم في كل يوم صباحاً ومساءً بالتمرينات العسكرية، ويقوم بتدريبهم السادة: إبراهيم نصار، مصطفى احمد نصر، سليمان حسين محسن، وعبد الرحمن زربول، وهؤلاء كانوا ضباطاً في الجيش التركي والعربي"، واتلفت الجسور الواقعة فيما بين عنبتا - نابلس، عنبتا - طولكرم وهدم قسم منها بالمفرقعات".
قام بتنظيم معركة نور شمس في 23 أيار من العام نفسه، وقد وصف المؤرخ إحسان النمر المعركة فقال: حدثني السيد المجاهد إبراهيم نصار قائد هذه المعركة فقال: «بدأت المعركة بعشرة أشخاص الساعة الواحدة بعد الظهر، وتوالت علي النجدات وقد جعلت بين كل واحد وآخر عشرة أمتار، وبعد إقامة السدود وصل الجيش فأطلقنا عليه نيران بنادقنا وهم يجيبون، وقد استمر امتداد السدود والمرابطين إلى مسافة عشر كيلو مترات، ودامت المعركة تسع ساعات، وتكبد الجيش البريطاني خسائر منها طائرة أسقطناها، ولم نخسر سوى شهيدين وبضعة جرحى.»
في تموز بدأ المتطوعون من الثوار العرب يتوافدون إلى فلسطين من شرق الأردن وسوريا ولبنان والعراق، واكتملت الحملة العربية المساندة بوصول فوزي القاوقجي في الثلث الأخير من شهر آب، واتخذ من ياصيد مركزا له وأنشأ مكتباً مركزياً وفرعا للاستخبارات، وقد تفاهم مع قادة الثورة المحليين وهم السادة فخري بك عبد الهادي، عبد الرحيم الحاج محمد، إبراهيم نصار، عبد الحميد المرداوي، فعين فخري بك عبد الهادي نائبا له ووزع باقيهم في المناطق حسب الخطط العسكرية." 
شارك في معارك الثورة الفلسطينية ضد القوات البريطانية: بلعا، جبع، بيت امرين، كفر صور، التي قادها فوزي القاوقجي وقد أوكلت القيادة اليه.
وكان أحد أعضاء اللجنة المالية التي شكلها القائد فوزي القاوقجي في اليوم التالي لمعركة بلعا في (3 ايلول 1936)م، وهي لجنة لجمع التبرعات والإعانات بصورة رسمية وعلى أعلى المستويات، وتضم القادة: فخري عبد الهادي، عبد الرحيم الحاج محمد، إبراهيم الحاج نصار، عارف عبد الرازق، فرحان السعدي، خالد القنواتي، توفيق الصالح الحاج حمد. وقد شارك مجاهدو قرية عنبتا في هذه المعركة مشاركة تذكر لهم.
وفي مرحلة تجدد الثورة عام 1938م، عمل في منطقته على الإصلاح وحل الخلافات الداخلية الحزبية والعائلية التي نشبت بين فئات المجتمع وطبقاته المختلفة، ونظراً إلى كون المنطقة من معاقل المعارضة، فقد حال ذلك دون تجدد الأعمال العسكرية بشكل فاعل.
اعتقل خلال حملة التطويق الشاملة التي قامت بها القوات البريطانية في مثلث فلسطين (جنين، طولكرم، نابلس) في ربيع عام 1939م، والتي شملت بلدة عنبتا حيث تم خلالها اعتقال عدد كبير من مجاهدي الثورة الفلسطينية في البلدة، والزج بهم في معتقل خضوري، وذلك عقب اخفاق الثورة وانحسارها.

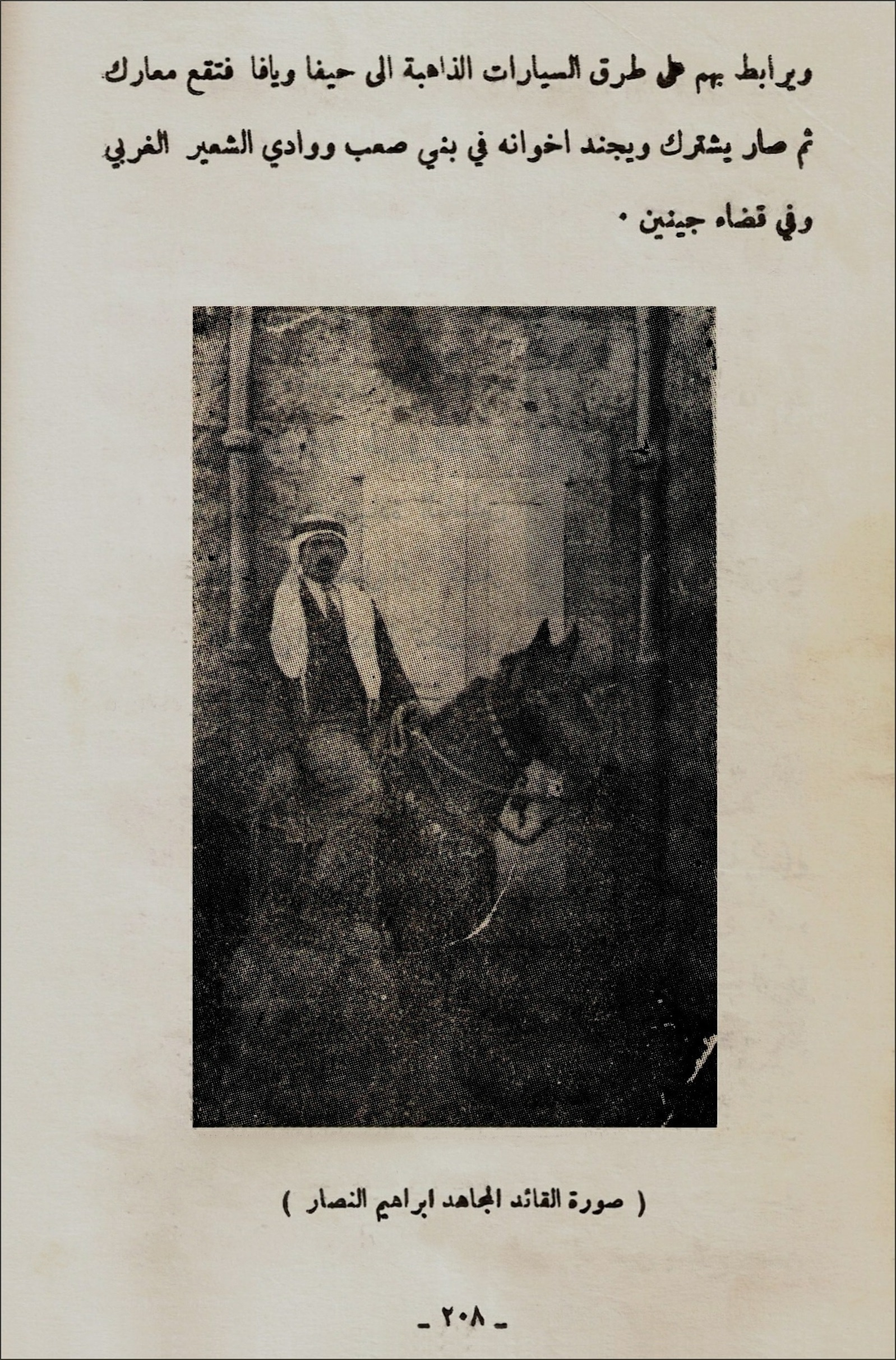
إبراهيم نصار من كتاب قضية فلسطين في دورها البلدي

### مسيرته السياسية عقب انتهاء الثورة
أعاد تأسيس جمعية العمال العرب في عنبتا عام 1943م، وقد كان عدد اعضائها 200 عضو، حيث انضمت كفرع إلى جمعية العمال العرب في حيفا برئاسة النقابي سامي طه.
انضم إلى عصبة التحرر الوطني عام 1946م، والتي ضمت مجموعة من القوميين واليساريين العرب، وقد نادت بـ «بإنهاء الانتداب البريطاني وإقامة حكومة فلسطينية ديمقراطية مستقلة»، ثم ما لبث ان ترك صفوف العصبة اواخر عام 1947م بعد موافقة العصبة على قرار التقسيم، تماشياً منها مع الموقف الرسمي للاتحاد السوفيتي.
التحق بحركة القوميين العرب التي تأسست عام 1951م، من قبل نخبة من المثقفين الفلسطينيين والعرب وذلك في اعقاب نكبة فلسطين وانهيار وتلاشي كافة الاحزاب الفلسطينية، وقد هدفت الحركة إلى تحرير فلسطين واقامة وحدة عربية شاملة.

### حياته الشخصية
متزوج وله ابن وابنة وهما محمد أمين والذي أرسله إلى جامعة دمشق للدراسة فيها، ومحفوظة وقد تزوجها الشاعر الشهيد عبد الرحيم محمود.
عمل في الزراعة حتى عام 1948م، حيث وقعت أراضي عائلته في السهل الساحلي تحت سيطرة الاحتلال الصهيوني، عمل بعدها في التجارة، إضافة إلى كتابة الحجج والعرائض المختلفة، وكذلك في خدمة قضايا مجتمعه كالصلح والإصلاح.

## وفاته
توفي يوم الجمعة بتاريخ 18 كانون الثاني 1985م، عن عمرٍ ناهز 90 عام، ودفن في عنبتا.